# 焦磷酸钍
焦磷酸钍是一种无机化合物，化学式为ThP2O7，有放射性。
焦磷酸钍在810℃发生相变（由低温的β型转变为高温的α型），并在1290℃分解。

## 制备
焦磷酸钍可以由磷酸二氢铵和四氟化钍高温反应得到：
ThF4 + 2 NH4H2PO4 —790℃→ ThP2O7 + 4 HF↑ + 2 NH3↑ + H2O↑
此法得到的是α-焦磷酸钍（含少量β-焦磷酸钍）。
若要得到β-焦磷酸钍，则可利用四氟化钍和磷酸硼的高温反应得到。
通过溶液中的反应也可以得到焦磷酸钍，如利用0.05M四氯化钍和焦磷酸钠按1:1的比例反应得到。